# Vibrante simple alveolar sonora
La vibrante simple alveolar sonora o percusiva alveolar sonora es un sonido consonántico sonoro que se representa con el símbolo AFI [ɾ], como una erre minúscula en forma de gancho sin la vertical izquierda. En el idioma español se escribe con la letra «r» en posición intermedia o final, en contraposición con la erre en posición inicial, tras /n/ o /l/ y el dígrafo «rr» que representan a la vibrante alveolar múltiple, [r]. En muchas lenguas estas dos consonantes son alófonas, a diferencia de lo que sucede en español, albanés, asturiano, catalán, gallego o el portugués.

Esta consonante se pronuncia mediante un contacto de la punta de la lengua en la zona alveolar (zona 4).

## Características
- El modo de articulación es vibrante, el sonido proviene de la contracción breve de los músculos de la lengua sobre el otro punto de articulación.
- Es alveolar por su punto de articulación, el sonido se produce con la punta de la lengua colocada en los alvéolos superiores.
- Es un sonido sonoro porque se produce vibración de las cuerdas vocales.
- Es una consonante oral ya que el aire sale únicamente por la boca y no por la nariz.
- Es una consonante líquida porque puede formar parte de una sílaba tras otra consonante, seguida por una vocal.

## Ejemplos
| Idioma                                              | Palabra          | AFI           | Significado   | |
| --------------------------------------------------- | ---------------- | ------------- | ------------- | --- |
| Albanés                                             | emër             | [ɛməɾ]        | 'nombre'      | |
| Asturleonés                                         | lloréu           | [ʎoɾ'eu]      | 'laurel'      | |
| Árabe egipcio                                       | رأس              | [ɾaʔs]        | 'cabeza'      | |
| Catalán                                             | innecessari      | [innəsəˈsaɾi] | 'innecesario' | |
| Español                                             | toro             | ['toɾo]       |               | |
| Euskera                                             | lorea            | [loˈɾea]      | 'flor'        | |
| Inglés (algunos dialectos)                          | better           | [ˈbɛɾɚ]       | 'mejor'       | |
| Inglés (algunos dialectos)                          | free             | [fɾiː]        | 'libre'       | |
| Inglés: Estuario del Támesis; Inglés norteamericano | twenty           | [ˈtw̥ɛ̃ɾ̃i]ⓘ     | 'veinte'      | Alófono del /nt/ intervocálico no acentuado en algunos hablantes, mayormente en el habla rápida o casual. Para más información, véase fonología del inglés |
| Japonés                                             | 心/こころ/kokoro | [ko̥koɾo]      | 'corazón'     | |
| Noruego                                             | Norge            | [ˈnɔɾgə]      | 'Noruega'     | |
| Portugués                                           | contra           | [ˈkõtɾɐ]      | 'contra'      | |